# Józef Wielowieyski

Józef Wielowieyski wśród działaczy Komitetu Narodowego Polskiego w Paryżu w 1918 roku (pierwszy z prawej).
Siedzą od lewej: M. Zamoyski, R. Dmowski, E. Piltz, stoją S. Kozicki, Jan E. Rozwadowski, K. Skirmunt, Franciszek Fronczak, W. Sobański, M. Seyda, J. Wielowieyski

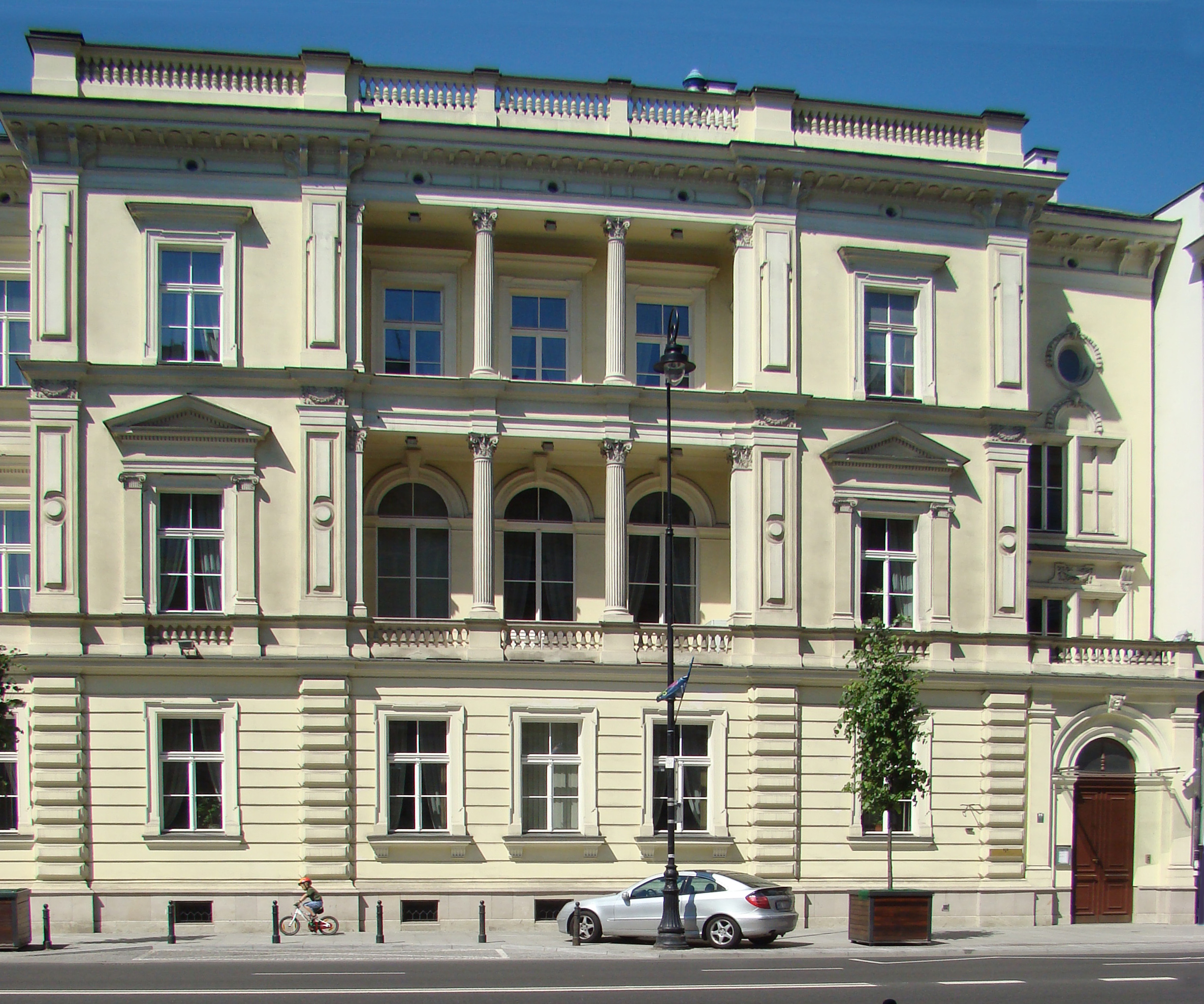
Pałac Karnickich przy Alejach Ujazdowskich 39 w Warszawie. Na parterze tego domu mieszkał w dwudziestoleciu międzywojennym Józef Wielowieyski. Obecnie w budynku tym mieści się Niemiecki Instytut Historyczny

Józef Wielowieyski (ur. 17 lipca 1879 w Swojczanach, zm. 18 września 1951) – polski działacz niepodległościowy, prawnik, dyplomata, ziemianin, polityk, senator III kadencji w II RP.

## Życiorys
Ukończył Cesarską Szkołę Prawniczą w Petersburgu. Był on politykiem Stronnictwa Polityki Realnej, członkiem Komitetu Narodowego Polskiego. W odpowiedzi na deklarację wodza naczelnego wojsk rosyjskich wielkiego księcia Mikołaja Mikołajewicza Romanowa z 14 sierpnia 1914 roku, podpisał telegram dziękczynny, głoszący m.in., że „krew synów Polski, przelana łącznie z krwią synów Rosyi w walce ze wspólnym wrogiem, stanie się największą rękojmią nowego życia w pokoju i przyjaźni dwóch narodów słowiańskich”. Był współzałożycielem Towarzystwa Popierania Pracy Społecznej (1918) i Polskiego Czerwonego Krzyża. Działacz Centralnego Komitetu Obywatelskiego w Warszawie. Był jednym z organizatorów Polskiego Zjazdu Politycznego w Moskwie w sierpniu 1917 roku, członek Rady Polskiej Zjednoczenia Międzypartyjnego w Piotrogrodzie (1917–1918), gdzie wraz z Władysławem Grabskim kierował jej Wydziałem Zagranicznym. W czasie pobytu w Paryżu był sekretarzem generalnym i szefem departamentu wojskowego Komitetu Narodowego Polskiego. Był ekspertem delegacji polskiej na konferencji pokojowej w Paryżu w 1919 roku zajmującym się zagadnieniami politycznymi i dyplomatycznymi, delegatem na pierwsze ogólne zebranie Ligi Narodowej.
W 1921 roku został radcą poselstwa RP w Paryżu, następnie w Bukareszcie (1923), był tam ministrem pełnomocnym i posłem (w okresie 13 listopada 1923 – 4 listopada 1926). W 1927 roku został polskim komisarzem w stałej komisji pojednania polsko-niemieckiego.
W latach 1930–1936 był urzędującym wiceprezesem Rady Naczelnej Organizacji Ziemiańskich, od 1936 roku – prezesem Stowarzyszenia Weteranów byłej Armii Polskiej we Francji.
W wyborach parlamentarnych w 1930 roku został wybrany senatorem na III kadencję (1930–1935).

## Ordery i odznaczenia
- Krzyż Komandorski Orderu Odrodzenia Polski (2 maja 1923)[6][7]
- Medal Dziesięciolecia Odzyskanej Niepodległości
- Wielki Oficer Legii Honorowej
- Order Gwiazdy Rumunii I klasy
- Order Korony Rumunii I klasy[4].

## Życie prywatne
Był synem Kazimierza i Wandy z hr. Gurowskich. Ożenił się z Magdaleną Lefebre (Lefebvre). Józef Wielowieyski był ojcem chrzestnym Andrzeja Wielowieyskiego.